# Jack Point Jack
Jack Point Jack war der erste interaktive Spielfilm im deutschen Fernsehen.
Der 40-minütige Film war zunächst ab dem 15. März 2002 ein halbes Jahr lang bei T-Online abrufbar und wurde dann im März 2003 bei RTL II ausgestrahlt.

## Inhalt
Die Handlung drehte sich um den Musiker Jack, der am Abend in einem Club vorspielen sollte, um eventuell einen Vertrag zu erhalten. Aufgrund von Schulden wurden jedoch seine Instrumente beschlagnahmt. Im Verlauf des Films versuchte er, schnellstmöglich das benötigte Geld aufzutreiben, wobei er nicht legal vorging. Währenddessen wurde den Zuschauern dreimal eine Entscheidungsfrage gestellt, von der der weitere Verlauf abhing. Die Abstimmung erfolgte per Telefon. Die gestellte Frage ließ jedoch nicht voraussehen, in welche Richtung sich das Geschehen entwickeln würde; dies wurde damit begründet, dass auch im wirklichen Leben scheinbar unwichtige Entscheidungen große Konsequenzen haben können.
Die insgesamt zehn möglichen Handlungsstränge und fünf möglichen Filmenden waren völlig unterschiedlich. Bei der ersten Sendung landete Jack im Gefängnis. Direkt im Anschluss wurde der Film ein zweites Mal gezeigt, dabei bekam Jack tatsächlich den Vertrag. Wie vorab angekündigt wurde, hätte ein weiteres mögliches Ende z. B. Jacks Entführung durch Außerirdische beinhaltet.

## Erfolg
Bei der Fernsehausstrahlung beteiligten sich fast 10 Prozent aller Zuschauer an der Telefonabstimmung.